# 249 (عدد)
249 هو عدد صحيح  طبيعي بين 248 و250

## في الرياضيات

### خصائص
- 249عدد فردي
- 249 عدد ناقص
- 249 عدد مضلعي (84 أضلاع-...)